# سیارک ۳۰۷۸۶
سیارک ۳۰۷۸۶ (به انگلیسی: 30786 Karkoschka، نامگذاری:1988QC) سی هزار و هفتصد و هشتاد و ششمین سیارک کشف شده‌است که در ۱۸ اوت ۱۹۸۸ کشف شد.